# Ludvík Henri de La Tour d'Auvergne
Ludvík Henri de La Tour d'Auvergne (2. srpna 1679, Paříž – 3. srpna 1753, Paříž) byl francouzský šlechtic, politik a později generálplukovník královských armád.

## Život
Narodil se v Paříži jako syn francouzského vévody z Bouillonu a jeho italské manželky Marie Anny Mancini. Mezi jeho bratrance z matčiny strany patřili slavní generálové jako byli princ Evžen Savojský a maršál Louis Joseph de Bourbon. Jeho matka byla neteří kardinála Julesa Mazarina.
Ludvík byl ženatý s Marií Annou Crozatovou, která byla nejstarší dcerou markýze Antoina Crozata.
K svatebnímu obřadu došlo 3. srpna 1707. Manželský pár neměl žádné děti. Strýcem Marie Anny byl Pierre Crozat, jenž byl známým sběratelem umění.
Ludvík Henri zemřel 3. srpna 1753 ve věku 74 let v Paříži. Byl pohřben v Paříži v kostele svatého Pavla a Ludvíka.